# 罗启祯
罗启祯（法語：Charles-René-Alexis Renou，1812年8月22日—1863年10月18日），一作罗启桢、罗勒拿、罗肋拏等、法国巴黎外方传教会传教士。他是巴黎外方西藏传教会的奠基者，也是19世纪首位在西藏建立传教点的西方传教士。

## 生平
罗启祯出生于法国曼恩-卢瓦尔省韦尔南特。1836年加入巴黎外方传教会，1837年晋铎。他于1838年到达澳门，后由湖北前往四川传教。之后主要在崇庆州活动。
1846年，罗马教廷宣布设立拉萨宗座代牧区，并命巴黎外方传教会组建西藏传教会（La Mission du Thibet），由四川宗座代牧区马伯乐主教筹办此事。在马伯乐指示下，罗启祯于1847年从崇庆州出发，经打箭炉、理塘、巴塘等地前往西藏。他于1848年3月抵达察木多后旋即被清兵查获，押送回四川。时任四川总督琦善在审讯罗启祯后奏请清廷处治。最终琦善按道光帝之命，派员将其解送至广州，交给法国驻华公使陆英。
在首次进藏失败后，罗启祯于1850年从澳门回到广东，向西而行，尝试开辟新的入藏路线。他于1851年2月达到云南大佐洛（或在今云南省永胜县、华坪县一带），与潇法日、丁盛荣（时任云南宗座代牧区辅理主教）会面，商讨进藏计划。1852年，他经丽江到达云南藏区，在东竹林寺跟随洛珠活佛学习藏文。1853年，他因担心身份暴露而返回大理。同年，他被任命为拉萨宗座监牧。
1854年，他再度找寻进藏路线，终于于是年9月进入察瓦龙。他从当地富商茨旺及其女婿手中租下崩卡山谷，在此开辟了传教点。崩卡传教点是19世纪西方传教士在西藏建立的首个传教点。不久潇法日也到达崩卡与罗启祯会合，后来吕项、顾德尔、德格丹等传教士也陆续来到此地。1858年，逐步扩大的传教规模引起了当地人的不满，租主茨旺等要求收回土地，并攻击了传教士住地，引发第一次崩卡教案。由于当时外国传教士仍未获得在华传教权，伪装成汉族商人活动的罗启祯等人未向清廷提起控告，只得逃至云南。1860年《中法北京条约》签订之后，法国正式为罗启祯等七位传教士向清廷申请入藏护照。此后罗启祯试图前往拉萨但被逐回，1862年返回崩卡。后又前往江卡。同年，法国驻华公使馆代办哥士耆致信总理各国事务衙门要求处理1858年崩卡教案。最终在江卡举行的汉藏官员会审中，部分肇事者被治罪，潇法日则代表法国方面与茨旺签署了和解保证书。罗启祯于1863年在江卡去世，终年51岁。